# فرودگاه آلرت
فرودگاه آلرت (به انگلیسی: Alert Airport) یک فرودگاه نظامی با کد یاتا YLT است که یک باند فرود شن دارد و طول باند آن ۱۶۷۶ متر است. این فرودگاه در کنار ایستگاه هواشناسی آلرت در شمال کشور کانادا قرار دارد و در ارتفاع ۳۱ متری از سطح دریا واقع شده‌است. فرودگاه آلرت، شمالی‌ترین فرودگاه دائمی در جهان است.